# Giáo hoàng Fêlix I
Fêlix I, là vị Giáo hoàng thứ 26 của giáo hội Công giáo. Ông được suy tôn là một vị thánh của Nhà thờ công giáo. Theo niên giám tòa thánh năm 1861 thì ông lên ngôi năm 269 và ở ngôi trong 5 năm. Niên giám tòa thánh năm 2003 xác định triều đại của ông bắt đầu từ ngày 5 tháng 1 năm 269 cho tới ngày 30 tháng 12 năm 274 khi ông chết vì tử vì đạo. 

## Nhiệm kỳ giáo hoàng
Felix sinh tại Rôma và được chọn làm Giáo hoàng vào ngày 5 tháng 1 năm 269, là người kế nhiệm Giáo hoàng Dionysius. Sau khi hoàng đế Rôma Gallienus bị hạ sát trong một cuộc phản loạn, Claudius II (268-270) lên thay. Sau đó là Aurelianus (270-275), ông chủ trương một đạo tổ hợp. Ông có cảm tình với Kitô giáo cũng như nhiều đạo Đông phương khác.
Ông chống lại phái Manicheism, phái này phủ nhận bản tính của Đức Kitô mà chỉ thừa nhận 2 yếu tố căn bản thống trị thế giới đó là thiện và ác. Năm 269, qua Thượng hội đồng giám mục Antiôkia, ông phê chuẩn sự lên án Phaolô Samôsatê. Giáo hoàng Felix II được coi là tác giả của một lá thư quan trọng về giáo điều thiên tính và nhân tính của Chúa Giêsu Kitô và giáo lý về hai bản tính trong một ngôi vị. Trong lá thư này ông viết: "chúng tôi tin rằng Đức Giê-su được sinh ra bởi bà Maria, là con của Thiên Chúa từ đời đời. Người bởi Thiên Chúa mà ra. Nhưng đã mặc lấy thân phận của một người đàn ông. Người đã trở thành một con người bằng xương bằng thịt như chúng ta. Hai bản tính Thiên Chúa và con người cùng đồng nhất một cách hoàn hảo".
Trong triều đại của minh, ông đã nhận được sự trợ giúp của hoàng đế Aurelian trong việc giải quyết tranh chấp về thần học chống Trinitarian của Paul Samosata, những người đã cách chức giám mục Antioch. Liber Pontificalis cho biết ông khởi xướng tập tục chôn táng các vị tử đạo dưới gầm bàn thờ và cử hành thánh lễ trên các mộ đó.("Hic constituit supra memorias martyrum missas celebrare").

## Tử vì đạo
Vào năm 274, theo sử gia Lactantius, Aurelianus đã ra chiếu chỉ cấm đạo. Nguyên nhân là vì khi chủ trương đạo tổ hợp và bắt dân chúng thao, Aurelianus đã gặp phải sự kháng cự tinh thần của Kitô giáo. Trong số các vị tử đạo ở Rôma, người ta kể tên Giáo hoàng Felix II. Điều này được sử gia Ephesus, và Liber Pontificalis ghi lại. Felix được chôn cất tại St Callistus vào ngày 30 tháng 12. Trước đây, ngày lễ kính của ông là ngày 30 tháng 5. Hiện nay, nó được tổ chức vào đúng ngày ông mất, ngày 30 tháng 12 và không kèm theo việc tử đạo.
Tuy nhiên, việc Giáo hoàng Felix II tử đạo không được hỗ trợ bởi bất cứ bằng chứng xác thực nào. Rất có thể đây là một sự nhầm lẫn về tên. Theo Liber Pontificalis, Felix đã dựng lên một Basilica trên đường Via Aurelia và được chôn tại đó. Tuy nhiên trong lịch lễ Roman cho biết Giáo hoàng Felix được an táng trong một hầm mộ của St Callistus trên đường Via Appia. Do đó những tuyên bố trong Liber Pontificalis liên quan tới việc tử đạo của một Giáo hoàng rất có thể đã nhầm lẫn với một vị tử đạo ở Rô-ma có cùng tên đã xây dựng một thánh đường và được trôn trên đường Via Aurelia. Trong Roman "Feriale" hoặc Lịch lễ tên của Felix không nằm trong danh sách các vị tử đạo mà trong danh sách các giám mục của Rô-ma.